# Cavour, Piemonte
Cavour är en ort och kommun i storstadsregionen Turin, innan 2015 provinsen Turin, i regionen Piemonte, Italien. Kommunen hade 5 492 invånare (2017).